# Птах-секретар
Птах-секретар (Sagittarius serpentarius) — хижий птах ряду соколоподібних (Accipitriformes), єдиний вид у родині секретарових (Sagittariidae). Своєрідна назва птаха походить від чорного пір'я на голові, що нагадує гусяче пір'я, яке раніше любили вставляти в свої перуки судові секретарі.

## Опис
Ріст птаха-секретаря становить від 125 до 150 см, а вага досягає майже 4 кг. Розмах крил досягає приблизно 210 см. Найпомітнішою ознакою є чорне пір'я на голові, яке при ритуалі спаровування піднімається. При цьому птахи-секретарі видають звуки, що нагадують гарчання і каркання. Оперення на шиї й животі сіре і стає темнішим у міру наближення до хвоста. Навколо очей і дзьоба оперення немає і видна оранжева шкіра.

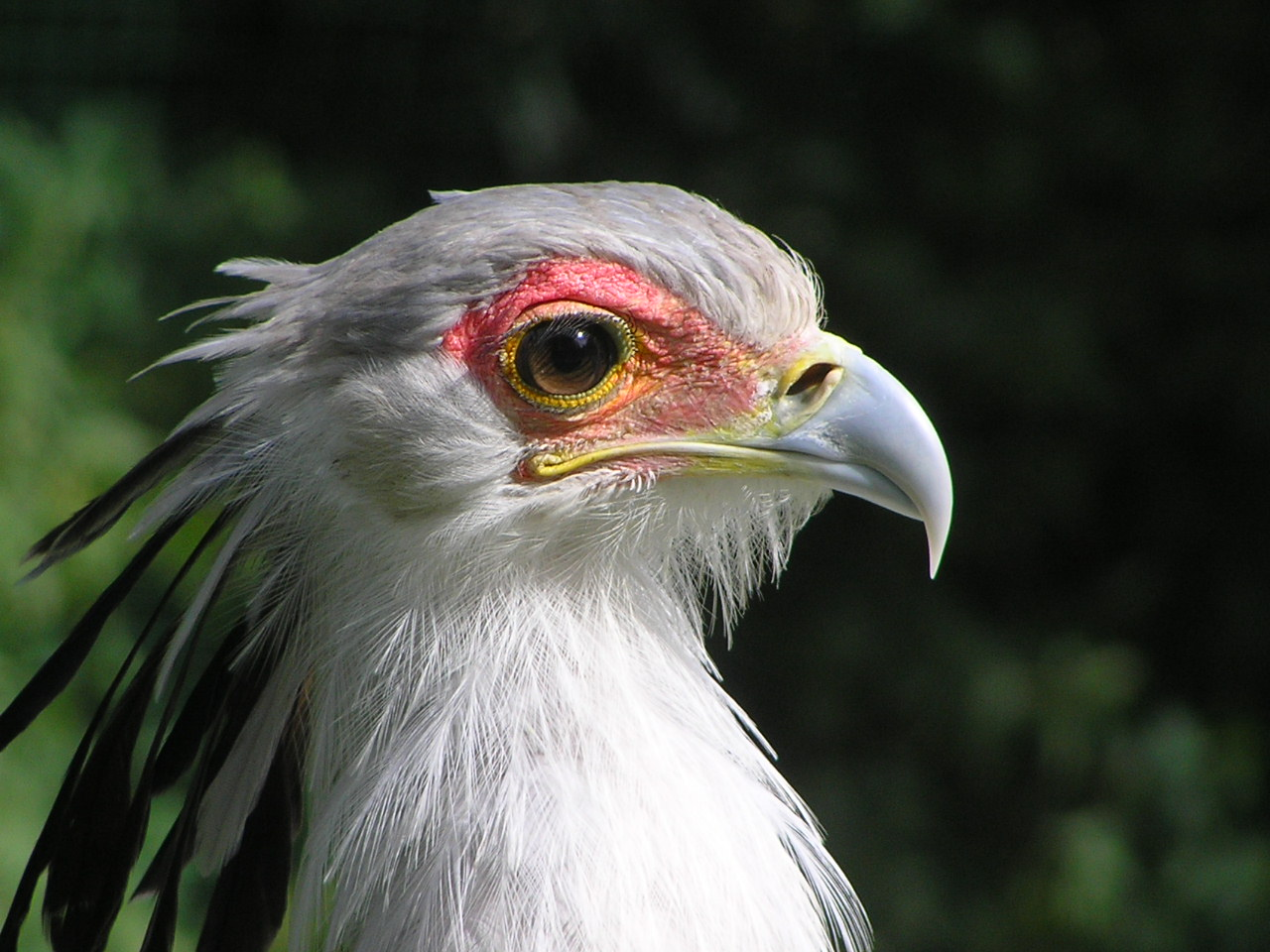
Голова птаха-секретаря

## Поведінка
На відміну від інших хижих птахів, що полюють з повітря, секретарі більшу частину часу проводять на землі, по якій вони можуть відносно швидко пересуватися. Проте під час спаровування можна побачити самця, ширяючого над гніздом. Птахи-секретарі ведуть бродячий спосіб життя. У пошуках їжі вони подорожують з місця на місце. При цьому обидва партнери, які як правило залишаються вірними один одному на все життя, залишаються поряд і віддаляються один від одного тільки в межах радіусу зору. Виключно під час спаровування вони обкреслюють свою територію і відразу ж проганяють будь-якого іншого самця, який порушує його межі.

## Розповсюдження
Ареал птахів-секретарів розташований в Африці і тягнеться від південних меж Сахари до Південної Африки. Перш за все їх можна зустріти в саванах і схожих відкритих місцевостях. Поблизу людських селищ їх чисельність, як правило, невисока, оскільки багато гнізд розкрадаються грабіжниками яєць.

## Харчування

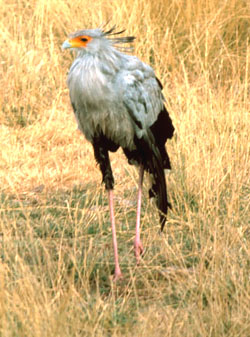
Птах-секретар

Головною їжею птахів-секретарів є змії, проте окрім них вони можуть харчуватися і земноводними, ящірками, комахами, дрібними ссавцями і птахами. Полюючи, вони біжать по землі і гучними ударами крил примушують тікати і виказати себе здобич, що причаїлася. Після цього вони наздоганяють її зигзагоподібними рухами. Змії таким чином втрачають орієнтацію. Сильний удар дзьобом по хребту вбиває жертву. Якщо ж змія захищається, то птах-секретар уміло ухиляється від укусів і знов нападає. Птах-секретар відвіку славиться як умілий винищувач змій. Під час боротьби із змією птах-секретар розпрямляє одне крило і використовує його як щит.

## Розмноження
Під час періоду спаровування, час якого залежить від періоду дощів, самець намагається вразити вибрану ним самку своїм хвилеподібним польотом. Після цього він жене самку перед собою і демонструє їй одночасно своєрідний шлюбний танець.
Самка відкладає від одного до трьох біло-блакитних яєць, які вона насиджує впродовж 45 днів. Гніздо будується на вершині куща або на дереві з плоскою кроною, на висоті, що не перевищує 6 м. Діаметр гнізда становить 150 см, а матеріалом, що використовується для його спорудження, є невеликі гілки й трава. Після вилуплення з яйця пташенята проводять в гнізді від 75 до 85 днів. Батьки годують їх спочатку напівперевареним м'ясом, а пізніше невеликими шматочками сирого м'яса. Іноді молодняк виплигує з гнізда, щоб випробувати своє уміння літати. Якщо вони після цього не в змозі відірватися від землі, то їх годують на землі, поки вони не навчаться літати. Оскільки у пташенят багато природних ворогів, то дорослого віку досягає в середньому лише один з них.

## Людина і птах-секретар
Птах-секретар вважається в Південній Африці благородним птахом і навіть зображений на гербах ПАР та Судану. Він зображений з розкритими крилами і символізує перевагу південноафриканської нації над своїми ворогами. Одночасно він оберігає своїми крилами країну.

Герб Судану